# Prostye dviženija
Prostye dviženija (in russo Простые движения?) è un singolo del duo musicale russo t.A.T.u., pubblicato nel 2002 dalla Universal Music Russia.
Nel 2003 si è aggiudicato il premio Muz-TV al miglior video.

## Descrizione
Scritto e composto da Valerij Polienko, Mars Lasar e Ivan Šapovalov, il brano fu presentato in anteprima il 30 maggio 2002 ed entrò in rotazione radiofonica e televisiva nel mese di giugno. Mai pubblicato in formato fisico, il singolo, insieme al brano Ne ver', ne bojsja, fu inserito un anno dopo la sua pubblicazione nella compilation Remixes (2003), di cui è considerato un estratto, non essendo incluso in nessun altro album del duo. Il titolo del brano significa movimenti semplici.

## Video musicale
Il video, girato nell'aprile 2002 tra Los Angeles e Mosca e diretto da Ivan Šapovalov, comprende diversi "movimenti semplici". Si vede Lena Katina in un bar che fa alcune cose, dal bere dell'acqua allo sfogliare le pagine di un libro. Altre scene comprendono Julia Volkova nuda in un bagno mentre si masturba.

### Controversie
Il video causò diverse controversie in Russia, fino a essere bandito per i suoi contenuti, siccome riprendeva Julia in una scena di masturbazione. La ragazza rispose ai giovani fan dicendo: "Beh, lo fanno tutti, e chi non lo fa è troppo giovane! Anche se penso che quelli della vostra età probabilmente facciano cose molto meno innocenti". Šapovalov, che diresse il video, affermò che fu necessario censurare la scena della masturbazione, rendendo visibili solo le riprese sul viso di Julia durante l'apice dell'orgasmo. Le nudità di Volkova apparirono successivamente in alcune clip trapelate in rete: nelle scene, dopo che si toglie la maglietta, mentre si masturba le si può vedere il seno.
Il video originale senza censura rimase in download gratuito sul sito delle ragazze sino alla fine del 2006; la versione completa è reperibile tramite piattaforme P2P oppure su YouTube.

## A Simple Motion
Il brano uscì poi dieci anni dopo in lingua inglese con il titolo A Simple Motion, come parte della ristampa decennale del primo disco del duo 200 km/h in the Wrong Lane 10th Anniversary Edition (2012).
La canzone, scritta da Mars Lasar, Ivan Šapovalov, Martin Kierszenbaum e Valerij Polienko e prodotta da Trevor Horn, fu registrata nel 2002 e doveva comprendere una delle tracce presenti nell'album di debutto internazionale del duo, ma alla fine fu esclusa dalla pubblicazione. Fu poi proposta nella tracklist della raccolta The Best del 2006, ma anche in questo caso non fu inclusa. Arrivò a essere pubblicata soltanto nel 2012 (fino a quel momento ancora inedita), all'interno della riedizione celebrativa del disco d'esordio. 
Differentemente dalla versione originale in russo, A Simple Motion è una ballata dal ritmo più lento e con un nuovo arrangiamento. Lena Katina disse di trovare il brano tra i suoi preferiti dell'album.

## Tracce
1. Prostye dviženija – 3:56

Versioni remix
1. Prostye dviženija (Video Mix) – 4:12
2. Prostye dviženija (Drum & Bass Mix) – 6:01
3. Prostye dviženija (MetaClub Mix By Equinox) – 5:56
4. Prostye dviženija (Fly Dream Remix) – 7:11
5. Prostye dviženija (DJ A.S. & Fireball Mix) – 5:54
6. Prostye dviženija (DJ PanDel Trance Remix) – 3:51

A Simple Motion – English Version
1. A Simple Motion – 2:47

A Simple Motion – Remixes
1. A Simple Motion (GunSlungLow Remix) – 4:13
2. A Simple Motion (Planet Purple Remix) – 4:00